# 牧山晃政
牧山 晃政（まきやま こうせい、2000年12月10日 - ）は、佐賀県出身のサッカー選手。Jリーグ・カマタマーレ讃岐所属。ポジションはミッドフィールダー。

## 来歴
中学時代はサガン鳥栖の下部組織に所属していた。東福岡高校では後にプロ入りする中村拓海、野寄和哉、福田翔生、大森真吾らとプレー。卒業後は国士舘大学に進学した。2022年7月27日、2023年シーズンからのSC相模原加入内定が発表された。
2023年3月4日、J3リーグ開幕戦のガイナーレ鳥取戦でJリーグデビューを飾った。

## 所属クラブ
- サガン鳥栖U-15唐津
- 東福岡高等学校
- 国士舘大学
- 2023年 - 2024年  SC相模原
- 2025年 -  カマタマーレ讃岐

## 個人成績
| 国内大会個人成績 | 国内大会個人成績 | 国内大会個人成績 | 国内大会個人成績 | 国内大会個人成績 | 国内大会個人成績 | 国内大会個人成績 | 国内大会個人成績 | 国内大会個人成績 | 国内大会個人成績 | 国内大会個人成績 | 国内大会個人成績 |
| 年度             | クラブ           | 背番号           | リーグ           | リーグ戦         | リーグ戦         | リーグ杯         | リーグ杯         | オープン杯       | オープン杯       | 期間通算         | 期間通算         |
| 年度             | クラブ           | 背番号           | リーグ           | 出場             | 得点             | 出場             | 得点             | 出場             | 得点             | 出場             | 得点             |
| 日本             | 日本             | 日本             | 日本             | リーグ戦         | リーグ戦         | リーグ杯         | リーグ杯         | 天皇杯           | 天皇杯           | 期間通算         | 期間通算         |
| ---------------- | ---------------- | ---------------- | ---------------- | ---------------- | ---------------- | ---------------- | ---------------- | ---------------- | ---------------- | ---------------- | ---------------- |
| 2023             | 相模原           | 24               | J3               | 28               | 0                | -                | -                | 2                | 0                | 30               | 0                |
| 2024             | 相模原           | 24               | J3               | 13               | 2                | 0                | 0                | 1                | 1                | 14               | 2                |
| 2025             | 讃岐             | 17               | J3               |                  |                  |                  |                  |                  |                  |                  |                  |
| 通算             | 日本             | 日本             | J3               | 41               | 2                | 0                | 0                | 3                | 1                | 44               | 2                |
| 総通算           | 総通算           | 総通算           | 総通算           | 41               | 2                | 0                | 0                | 3                | 1                | 44               | 2                |

出場歴
- Jリーグ初出場 - 2023年3月4日 J3第1節 ガイナーレ鳥取戦 (相模原ギオンスタジアム)
- Jリーグ初得点 - 2024年5月19日 J3第14節 ガイナーレ鳥取戦 ( Axisバードスタジアム)

## タイトル

### クラブ
国士舘大学
- 総理大臣杯全日本大学サッカートーナメント (2022年)